# Делова махала
Делова махала е село в Северна България. То се намира в община Златарица, област Велико Търново.

## География
Село Делова махала се намира в планински район.